# Доминго Техера
Доминго Техера (шп. Domingo Tejera; 27. септембар 1899 − 30. јуни 1969) био је уругвајски фудбалер, одбрамбени играч, играч репрезентације Уругваја, за коју је одиграо 17 утакмица, био је капитен тима а 1930. године светски првак, 1928. олимпијски шампион. Ујак фудбалера Еузебија Техера, светског првака из 1950. године. 

## Биографија
Са 18 година Доминго Техера је дебитовао за главни тим Вондерерса. 1923. године помогао је свом клубу да постане шампион Уругваја под окриљем Фудбалске федерације (ФУФ), у време када су у земљи одржана два првенства (друго под покровитељством Фудбалског савеза Уругваја). Био је вице-капитен националног тима Уругваја у ери Хозеа Насазија.
Прву утакмицу за репрезентацију Уругваја играо је 23.9.1922. против селекције Чилеа, а последњу је играо 15.5.1932. против Аргентине.
Због повреде леђа, Техера није играо у Светском купу 1930. године, иако је био укључен у пријаву а на крају са тимом је постао светски првак. Према неким изворима, Техера је играо прву утакмицу против Перуа, 18. јула 1930.
1931. године помогао је Вондерерсу да поново постане шампион Уругваја - до данас је ово последња титула у историји клуба. Техера је 1932. године одиграо последњу утакмицу за репрезентацију Уругваја и за клуб. Касније је радио као члан Управног одбора Монтевидео Вондерерс. Умро је 18. јула 1969. године. Укључен у Кућу славних Монтевидео Вондерерс.

## Титуле и награде
- Шампион Уругваја (2): 1923 (ФУФ), 1931
- Шампион Уругваја у 2. дивизији (1): 1919
- Светски првак (1): 1930
- Олимпијски шампион: 1928
- Шампион Јужне Америке: 1920, 1926
- Освајач Липтон купа: 1922, 1928
- Победник Њутн купа: 1930
- Победник купа Рио де Ла Плата (1): 1924